# Sanukran Thinjom
Sanukran Thinjom (tiếng Thái: ศนุกรานต์ ถิ่นจอม) còn được biết với tên đơn giản Game (tiếng Thái: เกมส์) là một cầu thủ bóng đá người Thái Lan thi đấu ở vị trí tiền vệ cho câu lạc bộ PT Prachuap tại Giải bóng đá Ngoại hạng Thái Lan.

## Danh hiệu

### Câu lạc bộ
Muangthong United
- Cúp Liên đoàn Bóng đá Thái Lan (1): 2017
- Siêu Cúp Thái Lan (1): 2017
- Giải bóng đá vô địch các câu lạc bộ sông Mê Kông (1): 2017